# Martin Thomann
Martin Thomann (* 31. Mai 1994 in Dittelbrunn) ist ein deutscher Fußballspieler, der aktuell beim 1. FC Schweinfurt 05 unter Vertrag steht.

## Karriere
Nach seinen Anfängen in der Jugend der SG Dittelbrunn und der Freien Turnerschaft Schweinfurt wechselte er im Sommer 2007 in die Jugendabteilung des 1. FC Schweinfurt 05. Im Sommer 2012 wurde er dort in den Kader der ersten Mannschaft in der Bayernliga aufgenommen. Am Ende der Saison 2012/13 stieg er mit seinem Verein in die Regionalliga Bayern auf. Da er in der nächsten Saison nur noch sporadisch eingesetzt wurde und schließlich nur noch zu Einsätzen in der zweiten Mannschaft in der Landesliga Bayern kam, wechselte er im Winter 2015 zum Bayernligisten TSV Aubstadt. Mit seinem Verein stieg er am Ende der Saison 2018/19, auch dank seiner 24 Tore, mit denen er Torschützenkönig wurde, in die Regionalliga auf. Im Sommer 2020 wechselte er zurück zu seinem Jugendverein nach Schweinfurt. Am Ende der Spielzeit 2019–21 wurde er mit seiner Mannschaft Meister, verlor aber beide Relegationsspiele gegen den TSV Havelse und verpasste somit den Aufstieg in die 3. Liga.
Im Sommer 2022 wechselte er zum Drittligisten SpVgg Bayreuth und kam dort auch zu seinem ersten Einsatz im Profibereich, als er am 27. August 2022, dem 6. Spieltag, beim 1:1-Heimunentschieden gegen Rot-Weiss Essen in der 74. Spielminute für Alexander Nollenberger eingewechselt wurde. Nach der Rückkehr zum Regionalligisten TSV Aubstadt zur Saison 2023/24 wechselte Thomann im Mai 2024 wieder zu seinem Jugendverein 1. FC Schweinfurt 05.

## Erfolge und Auszeichnungen
Erfolge
1. FC Schweinfurt 05
- Meister der Bayernliga Nord: 2012/13
- Meister der Regionalliga Bayern: 2019–21
- Meister der Regionalliga Bayern 2024/25 und Aufstieg in die 3. Liga

TSV Aubstadt
- Meister der Bayernliga Nord: 2018/19

Auszeichnungen
- Torschützenkönig
  - der Bayernliga Nord: 2019